# Still on My Mind
| Совокупная оценка | Совокупная оценка |
| Источник          | Оценка            |
| ----------------- | ----------------- |
| Metacritic        | 72/100            |
| Оценки критиков   |                   |
| Источник          | Оценка            |
| AllMusic          | [ 2 ]             |
| The Observer      | [ 4 ]             |
| MusicOMH          | [ 5 ]             |
| theSkinny         | [ 6 ]             |
| Нож               | (положительно)    |

Still on My Mind  — пятый студийный альбом британской певицы Дайдо, выпущенный 8 марта в 2019 года на лейбле BMG. Это её первый с 2013 года диск (тогда вышли сборник лучших хитов и студийный альбом Girl Who Got Away). Тизер сингла «Hurricanes» вышел 12 ноября 2018 года. Премьера официального лид-сингла «Give You Up» прошла 22 января 2019 года на радиостанции BBC Radio 2. Дайдо объявила о начале тура в поддержку альбома в мае 2019 года, что станет первым её концертным турне за 15 лет.

## Об альбоме
Альбом получил положительные и умеренные отзывы музыкальных критиков и интернет-изданий: AllMusic, MusicOMH, The Skinny, The Observer.
Дайдо работала над альбомом в Англии вместе со своим братом Ролло Армстронгом.

## Отзывы критиков
По мнению Антона Вагина (Нож), Дайдо записала пластинку в лучших традициях своего творчества; по его словам, певице «подвластно редкое искусство записать не абы какую серую массу в медленном темпе, но выстругать из балладного древа строения, сравнимые с великолепными церквями в Кижах».

## Список композиций
| №                   | Название               | Автор(ы)                                            | Продюсеры           | Длительность |
| ------------------- | ---------------------- | --------------------------------------------------- | ------------------- | ------------ |
| 1.                  | «Hurricanes»           | Dido Рик Ноуэлс Rollo Armstrong                     | Dido Rollo          | 5:17         |
| 2.                  | «Give You Up»          | Dido Dee Adam Si Hulbert Denny Thakrar Rob Agostini | Hulbert Adam        | 3:21         |
| 3.                  | «Hell After This»      | Dido Ryan Laubscher                                 | Dido Rollo          | 3:27         |
| 4.                  | «You Don't Need a God» | Dido Rollo                                          | Dido Rollo          | 3:31         |
| 5.                  | «Take You Home»        | Dido Rollo Nowels                                   | Dido Rollo          | 5:05         |
| 6.                  | «Some Kind of Love»    | Dido Laubscher                                      | Dido Rollo          | 4:42         |
| 7.                  | «Still on My Mind»     | Dido Laubscher                                      | Dido Rollo          | 3:04         |
| 8.                  | «Mad Love»             | Dido Rollo                                          | Dido Rollo          | 2:52         |
| 9.                  | «Walking By»           | Dido Laubscher                                      | Dido Laubscher      | 4:31         |
| 10.                 | «Friends»              | Dido Laubscher Matt Hales                           | Dido Rollo          | 3:23         |
| 11.                 | «Chances»              | Dido Rollo Guy Sigsworth Adam                       | Dido Rollo          | 3:31         |
| 12.                 | «Have to Stay»         | Dido Laubscher                                      | Dido                | 2:43         |
| Общая длительность: | Общая длительность:    | Общая длительность:                                 | Общая длительность: | 45:27        |

| №   | Название               | Длительность |
| --- | ---------------------- | ------------ |
| 13. | «What Am I Doing Here» |              |

## Чарты
| Чарт (2019)                                  | Высшая позиция |
| -------------------------------------------- | -------------- |
| Австралия (ARIA)                             | 14             |
| Австрия (Ö3 Austria)                         | 5              |
| Бельгия/Фландрия (Ultratop)                  | 10             |
| Бельгия/Валлония (Ultratop)                  | 12             |
| Канада (Canadian Albums Chart)               | 12             |
| Чехия (ČNS IFPI)                             | 22             |
| Нидерланды (Album Top 100)                   | 19             |
| French Albums (SNEP)                         | 11             |
| Германия (Offizielle Top 100)                | 6              |
| Ирландия (IRMA)                              | 18             |
| Italian Albums (FIMI)                        | 27             |
| New Zealand Albums (RMNZ)                    | 31             |
| Польша (ZPAV)                                | 17             |
| Португалия (AFP)                             | 20             |
| Шотландия (Scottish Albums Chart)            | 3              |
| Швейцария (Schweizer Hitparade)              | 4              |
| Великобритания (UK Albums Chart)             | 3              |
| Великобритания (UK Independent Albums Chart) | 1              |
| США (Billboard 200)                          | 45             |
| США (Billboard Independent Albums)           | 1              |

## Сертификации
| Регион                                                                      | Сертификация | Продажи |
| --------------------------------------------------------------------------- | ------------ | ------- |
| Великобритания (BPI)                                                        | Серебряный   | 60 000  |
| Данные о продажах + прослушиваниях приведены только на основе сертификации. |              |         |